# Bhor (Staat)
Bhor war ein Fürstenstaat Britisch-Indiens auf den Höhen der Westghats südwestlich von Pune im heutigen Bundesstaat Maharashtra. Seine Hauptstadt war der Ort Bhor. 1697 erhielt der Brahmane Shankaraji Narayan vom Maharaja Rajaram von Satara, dem jüngeren Sohn des Marathenführers Shivaji, für geleistete Dienste Bhor als Jagir zu Lehen. Die Herrscher führten den Titel Pant Sachiv, ab 1936 Raja. Bhor stand 1820–1947 unter britischem Protektorat und wurde nach dem Ende des Marathenstaates Satara (1848) ein eigenständiger Fürstenstaat (1849). 
1879–1901 hatte Bhor eine Staatspost mit eigenen Briefmarken. Es hatte 1941 eine Fläche von 2357 km² und 162.000 Einwohner.
Nachdem Großbritannien am 18. Juli 1947 beschlossen hatte, Indien und Pakistan in die Unabhängigkeit zu entlassen (siehe Geschichte Indiens), schlossen sich die Fürstenstaaten der Kolhapur and Deccan States Agency zur Föderation der United Deccan States zusammen, die am 5. Februar 1948 in den Staat Bombay eingegliedert wurde, woraus am 1. Mai 1960 der Staat Maharashtra wurde.
Bhor vollzog am 8. März 1948 formell den Anschluss an Indien. Am 1. November 1956 wurden alle Fürsten abgesetzt.